# Gilicz István
Gilicz István, (Kaposvár, 1934. augusztus 20. – Budapest, 1993. december 16.) válogatott labdarúgó, balösszekötő, balszélső.

## Pályafutása

### A válogatottban
1957 és 1959 között 3 alkalommal szerepelt a válogatottban. Ötszörös B-válogatott (1957–59).

## Sikerei, díjai
- Magyar bajnokság
  - 3.: 1958–59

## Statisztika

### Mérkőzései a válogatottban
| Magyarország | Magyarország     | Magyarország               | Magyarország | Magyarország | Magyarország | Magyarország | Magyarország | Magyarország |
| #            | Dátum            | Helyszín                   | Hazai        | Eredmény     | Vendég       | Kiírás       | Gólok        | Esemény      |
| ------------ | ---------------- | -------------------------- | ------------ | ------------ | ------------ | ------------ | ------------ | ------------ |
| 1.           | 1957. június 12. | Oslo, Ullevaal Stadion     | Norvégia     | 2 – 1        | Magyarország | vb-selejtező | -            |              |
| 2.           | 1957. június 16. | Stockholm, Råsunda Stadion | Svédország   | 0 – 0        | Magyarország | barátságos   | -            | 46'          |
| 3.           | 1959. június 28. | Budapest, Népstadion       | Magyarország | 3 – 2        | Svédország   | barátságos   | -            | 73'          |
|              | Összesen         |                            |              | 3            | mérkőzés     |              | 0            | gól          |